# Emilie Blichfeldt

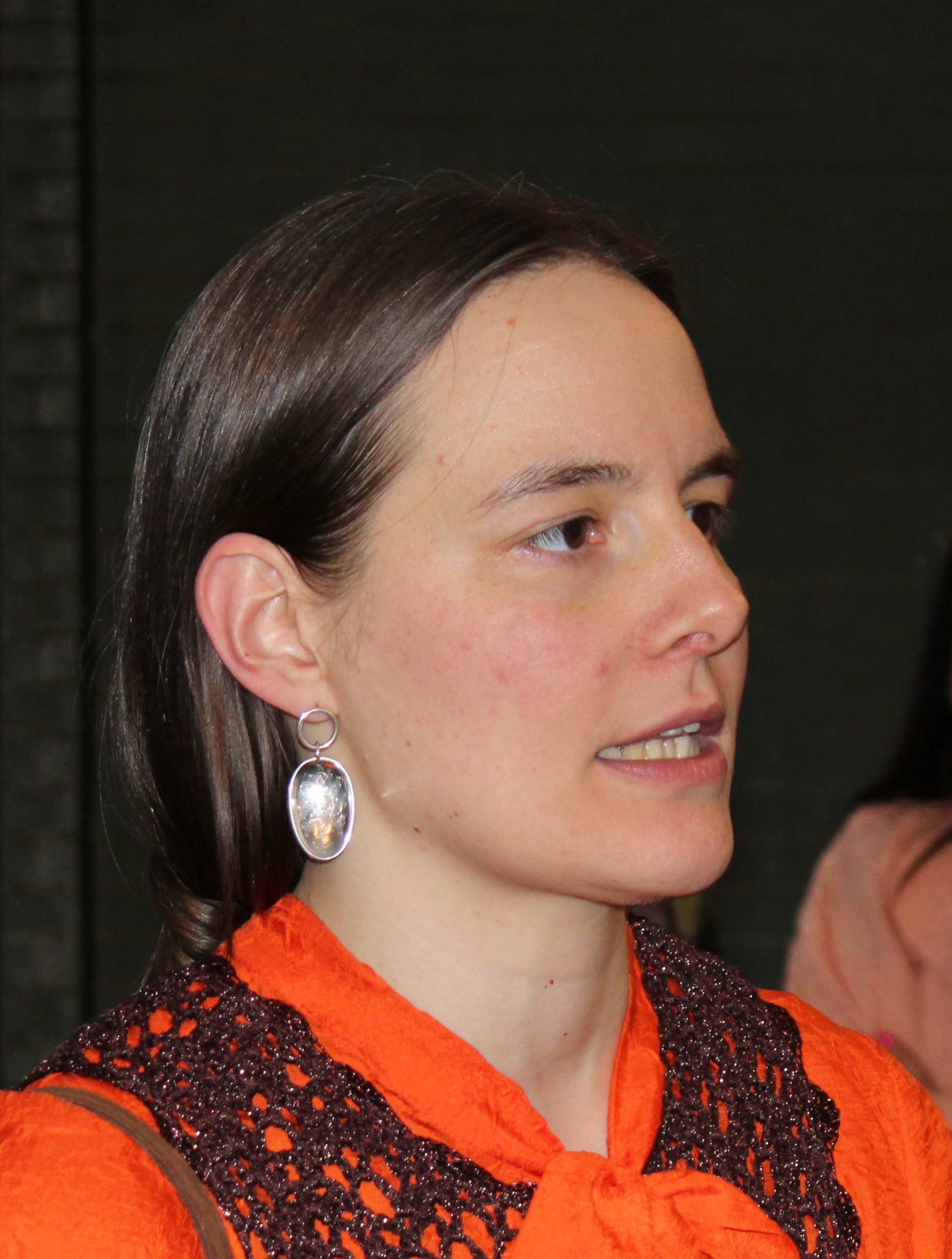
Emilie Blichfeldt (2025)

Emilie Kirstine Blichfeldt (* 20. Mai 1991) ist eine norwegische Filmregisseurin und Drehbuchautorin.

## Leben
Blichfeldt schloss 2018 ihr Studium an der Norwegischen Film- und Fernsehhochschule ab. Ihre Abschlussarbeit Saras intime betroelser (Saras intime Geheimnisse) wurde auf dem Locarno Film Festival gezeigt. Ihr Spielfilmdebüt The Ugly Stepsister (Den stygge stesøsteren) erschien im Februar 2025 in Norwegen und wurde im März 2025 auf dem Filmfestival South by Southwest (SXSW) in den USA gezeigt. Nach der internationalen Bekanntheit bei SXSW wurde der Film an Verleiher in zahlreiche Länder verkauft.

## Filmografie (Auswahl)
- 2013: How Do You Like My Hair (Kurzfilm)
- 2018: Saras intime betroelser (Kurzfilm)
- 2025: The Ugly Stepsister